# Baiomys taylori
Baiomys taylori är en däggdjursart som först beskrevs av Thomas 1887.  Baiomys taylori ingår i släktet pygmémöss och familjen hamsterartade gnagare. IUCN kategoriserar arten globalt som livskraftig. Inga underarter finns listade.
Artpitetet i det vetenskapliga namnet hedrar William Taylor som samlade olika föremål. Han överlänade flera gnagare till museet där Oldfield Thomas var aktiv.

## Utseende
Arten når en längd av 87 till 123 mm, inklusive en 34 till 53 mm lång svans (längden av alla svanskotor). Den har 12 till 15 mm långa bakfötter, 9 till 12 mm långa öron och en vikt av 6 till 9,5 g. Med dessa mått är Baiomys taylori Nordamerikas minsta gnagare. Exemplar som lever i bergstrakter är allmänt störst. Vuxna individer har på ovansidan en rödbrun, gråaktig eller svartaktig päls och på undersidan är pälsen vit, krämfärgad eller ljusgrå. Ungar är däremot grå på ryggen och lite ljusare på undersidan. Denna päls byts ungefär 60 till 74 dagar efter födelsen. Djuret har i varje käkhalva en framtand, ingen hörntand, ingen premolar och tre molarer.

## Utbredning
Denna pygmémus förekommer i södra Nordamerika och norra Centralamerika från Arizona, Texas och Oklahoma (USA) till centrala Mexiko. Arten vistas i låglandet och i bergstrakter upp till 2400 meter över havet. Habitatet utgörs av halvöknar med glest fördelade buskar, gräsmarker och torra lövskogar. Baiomys taylori kan anpassa sig till urbaniserade områden.

## Ekologi
Födan utgörs av frön, blad och andra växtdelar. Honor kan para sig hela året. Efter 20 till 23 dagars dräktighet föds upp till fem ungar. De flesta individer lever bara ett halvt år (23 veckor) och den äldsta kända individen levde nästan 2,5 år.
Vid kallt väder intar Baiomys taylori ibland ett stelt tillstånd (torpor). Arten föredrar fikonkaktus (Opuntia ficus-indica) som föda. Ibland kompletteras födan med insekter, snäckor och små ormar (Leptotyphlops dulcis och Tropidoclonion lineatus). Reviren av olika exemplar överlappar varandra. Baiomys taylori delar utbredningsområdet med flera andra gnagare utan nämnvärda problem. Däremot undviker den revir där bomullsråttan Sigmodon hispidus förekommer. Gnagaren faller främst offer för skallerormar och andra ormar samt för ugglor. Troligtvis jagas den även av andra rovlevande djur. Baiomys taylori är vanligen aktiv under skymningen och gryningen. I fångenskap är hannar delaktiga i ungarnas uppfostring, till exempel genom pälsvård. Arten bygger ett klotformigt näste av gräs och andra växtdelar. Boet göms under olika föremål. Enligt en studie gräver Baiomys taylori även underjordiska bon. Nyfödda ungar är blinda och nakna med rosa hud. Ungarna börjar bli mörka under första dagen, öppnar ögonen efter 12 till 15 dagar och diar sin mor 17 till 24 dagar. Könsmognaden infaller för honor vanligen efter 60 till 90 dagar och för hannar efter 70 till 80 dagar.